# Slotconcert

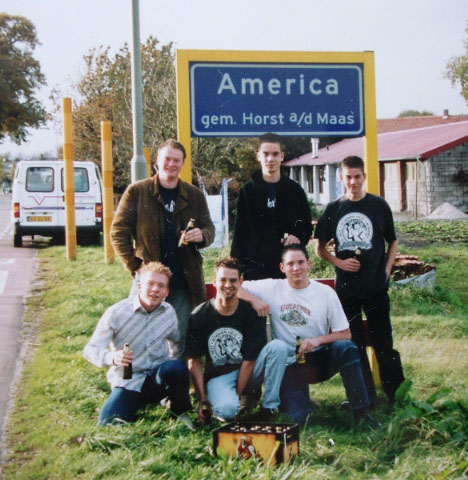
Rowwen-Hèzefans voor het plaatsnaambord America op weg naar het Slotconcert

Het Slotconcert is een jaarlijks terugkerende reeks concerten van de Nederlandse band Rowwen Hèze. De concerten vinden traditioneel plaats in America, de plaats waarvandaan ook de band zelf afkomstig is.
De naam "Slotconcert" is aan de concerten gegeven omdat zij de afsluiting vormen van de jaarlijkse tententour, door de band zelf poptour genoemd, oftewel de concerten in vele feesttenten door het gehele land. Na dit evenement neemt de band vaak even rust of beginnen zij met hun theatertour.

## Geschiedenis
Tijdens de jaren '90 vond het laatste concert van de tententour plaats in een grote hal in de omgeving, zoals de Tacohal in Meterik en de Merthal in Horst. In 2000 besloot Piet Droog van de lokale joekskapel Mekkeluk Zât om het concert in America te laten plaatsvinden; de organisatie kwam in handen van diezelfde joekskapel en kende de medewerking van honderden plaatselijke vrijwilligers. Er waren gastoptredens te zien van onder meer Karin Bloemen, Huub Stapel en Hennie Vrienten.
Het Slotconcert trok in de daaropvolgende jaren een telkens groeiend bezoekersaantal. Aanvankelijk werd dit opgelost door ieder jaar een nog grotere tent te plaatsen dan het jaar daarvoor; later werden in die grote tent onder andere extra podia, een catwalk en videoschermen geplaatst. Als locatie werd enkele jaren de Gerard Smuldersstraat in America gekozen, zodat de dorpsbewoners zo min mogelijk overlast ondervinden van de muziek en de vele duizenden bezoekers. De laatste jaren vindt het concert plaats aan de Peelheideweg, tegenover Centerparcs Limburgse Peel en aan de andere kant grenzend aan de achterzijde van Centerparcs Meerdal.

## Informatie per jaar

### 2005
In 2005 viel het slotconcert samen met de viering van het twintigjarig jubileum van Rowwen Hèze. De belangstelling hiervoor bleek zo groot, dat in hetzelfde weekend twee extra concerten moesten worden ingelast. Naast twee reguliere avondshows vindt nu ook een speciaal kinderconcert plaats voor leerlingen van basisscholen uit de wijde regio en een "matinee-concert" op zondagmiddag. Tijdens de concerten vinden gastoptredens plaats van onder andere Heideroosjes-zanger Marco Roelofs.

### 2006
Vanaf 2006 vinden in het slotconcert-weekend telkens twee concerten plaats in een extra grote tent. De organisatie van de concerten is vanaf dit jaar in handen van RHEM, de nieuwe evenementenorganisatie van Rowwen Hèze zelf, omdat de organisatie van zo'n groot evenement een te grote druk legde op de vrijwilligers van Mekkeluk Zât.

### 2007
De versie van 2007 vindt plaats in de vorm van een klein festival. In plaats van een enkele tent bevinden zich nu drie aaneengesloten tenten op het terrein met verschillend muziekaanbod en kan men al vanaf 's middags het terrein betreden. Van 15.00 tot 3.00 uur traden artiesten op als BZB, Dennis, Ellen ten Damme, Fragment, Mo'Jones, Mambo Kurt en als speciale gast Guus Meeuwis. Rowwen Hèze staat tijdens het optreden stil bij de dodelijke vechtpartij in Lottum een week eerder, speelt een nummer voor de familie van het slachtoffer en roept op tot respect en vreedzaamheid.

### 2008
Het slotconcert van 2008 was, net als het voorgaande jaar, een klein festival. Met optredens van Leaf, Van Velzen, en SAT2D. Als speciale gast was Flaco Jiménez speciaal over komen vliegen vanuit de VS. Ook Daniël Lohues was te gast.

### 2009
Voor het slotconcert van 2009 werd de opzet weer een beetje veranderd. Geen Festival meer, maar Rowwen Hèze dat weer centraal stond. In het voorprogramma stonden Mala Vita en de Janse Bagge Bend. Als opwarmer liep Blaas of Glory over het terrein en speelde Huub Hangop in de fanclubbar. De presentatie was in handen van Karin Bloemen, die zelf twee nummers meedeed tijdens het concert, "Liefde" en "Green Green Grass of Home".

### 2013
Het jaar dat Bassist Jan Phillipsen afscheid nam na 28 jaren als bandlid van Rowwen Heze , hij zal vervangen worden door Wladimir Geels.

### 2020
Dit jaar kon er geen slotconcert plaatsvinden vanwege de wereldwijde coronapandemie en de op dat moment geldende regels voor evenementen. Daarom werd er dit jaar een alternatief slotconcert verzorgd in een kleine tent, die door de band zelf opgezet werd op de plaats waar normaal de grote feesttent staat. Deze speciale versie van de 21ste editie van het slotconcert was er een zonder publiek en werd door L1 en Omroep Brabant uitgezonden.

### 2021
Het slotconcert werd dit jaar op vrijdag 5 en zaterdag 6 november gehouden. Het kon weer als vanouds plaatsvinden in America met publiek. Wel heeft de organisatie diverse zaken moeten aanpassen om aan de coronaregels te kunnen voldoen, zoals o.a. een grotere tent en extra ventilatie en werd het programma naar voren verschoven.
Dit jaar was er geen zondag in het Zuiden, deze dag wordt vanaf dit moment definitief verschoven naar juni.

## Live in America
Op 5 april 2004 werd door Rowwen Hèze een live-dvd uitgebracht getiteld Live in America (sub-titel Rowwen Hèze in de tent), waarop een registratie te zien is van het Slotconcert dat werd gegeven op 15 november 2003.